# Tông Dự
Tông Dự (chữ Hán: 宗預) là quan nhà Thục Hán thời Tam Quốc trong lịch sử Trung Quốc.

## Sự nghiệp
Tông Dự có tên tự là Đức Diễm (德豔), người huyện An Chúng quận Nam Dương (thuộc Kinh châu).
Khi Lưu Bị tiếp quản Kinh châu, Tông Dự phục vụ dưới quyền Lưu Bị. Năm 213, Trương Phi vào Thục giúp Lưu Bị đánh Lưu Chương, Tông Dự đi theo Trương Phi và tiếp tục phục vụ Lưu Bị tại Ích châu.
Lưu Bị mất, Lưu Thiện lên thay, Tông Dự được Thừa tướng Gia Cát Lượng dùng làm Chủ bộ, rồi thăng lên Tham quân Hữu Trung lang tướng. Năm 234, Gia Cát Lượng qua đời, Đông Ngô lo Nguỵ có thể thừa lúc Thục suy sụp mà đánh chiếm, bèn điều thêm hơn vạn quân ra trấn giữ Ba Khâu, một phần muốn sẵn sàng cứu viện cho Thục, mặt khác muốn tính đường xâm lấn chia cắt Thục. Phía Thục nghe tin, cũng tăng cường phòng ngự ở Vĩnh An, thủ giữ cẩn thận.
Tông Dự sang sứ nước Ngô. Vua Ngô là Tôn Quyền hỏi ông rằng:
Đông cùng với Tây, giống như một nhà, nhưng ta nghe tin, Tây tăng cương phòng ngữ ở Vĩnh An. Sao lại thế?
Tông Dự đáp rằng: 
Thần nghĩ Đông thêm quân trấn thủ ở Ba Khâu, Tây tăng cường phòng ngự thành Bạch Đế, cùng là sự thế tự nhiên, đều không phải hỏi gì nhau cả.
Tôn Quyền khen ông là người thẳng thắn, tiếp đãi rất thân mật, xem trọng không khác gì Đặng Chi, Phí Y. Tông Dự về nước được thăng làm Thị Trung, rồi chuyển làm Thượng thư.
Năm 247, Tông Dự làm Đồn kỵ Hiệu uý. Sau đó ông lại nhận lệnh sang đông thông sứ với Ngô, Tôn Quyền nắm chặt tay Tông Dự, tỏ ý thân mật. Hai người cùng tiếc và sợ rằng không còn dịp gặp lại nhau vì tuổi đều đã cao.
Tông Dự trở về, được thăng làm Hậu tướng quân, coi sóc công việc ở Vĩnh An, sau được phong làm Chinh Tây Đại tướng quân, ban tước Quan Nội hầu. Đương thời ông cùng Đặng Chi là người có ông tái thiết lập và củng cố mối quan hệ ngoại giao với Đông Ngô.
Năm 258, vì có bệnh, Tông Dự phải trở về Thành Đô. Sau đó ông lại được dùng làm Trấn Nam Đại tướng quân, lĩnh chức Thứ sử Duyện châu. Con Gia Cát Lượng là Gia Cát Chiêm mới lên nắm đại sự trong triều, một lão thần cùng thế hệ là Liêu Hóa đến thăm Tông Dự, muốn cùng ông tới gặp và hứa hẹn phụng sự cho Gia Cát Chiêm. Nhưng Tông Dự từ chối nói: 
""Bọn ta tuổi đã bảy mươi, thời đã qua rồi, chỉ một chút nữa là chết thôi, hà tất phải phải cầu cạnh ở người trẻ tuổi để ý tới mà xây đắp mối manh cho."
Năm 263, Thục Hán bị Ngụy diệt. Năm sau (264), Lưu Thiện bị bắt đưa về Lạc Dương. Tông Dự cùng Liêu Hóa cũng bị bắt đi với Lưu Thiện. Sau đó Tông Dự mắc bệnh qua đời, thọ trên 75 tuổi. Ông hoạt động trong khoảng 50 năm cho chính quyền Thục Hán.